# Fonte do Vale do Tororó
A fonte do Vale do Tororó é um fontanário situado à margem da Avenida Vale do Tororó, na ramificação da Avenida Vale dos Barris, Salvador. Encontra-se como estrutura histórica tombada pelo Instituto do Patrimônio Artístico e Cultural da Bahia, órgão do governo do estado da Bahia, sob o Decreto n.º 30.483/1984.
O fontanário foi construído pelo engenheiro Antônio Lacerda, com o auxílio de seu irmão também engenheiro Augusto Frederico de Lacerda, quando mordomo do Asilo dos Expostos no período de 1871/81. Foi inaugurado em 21 de fevereiro de 1875 e funcionou até a instalação da rede de distribuição de água na avenida Joana Angélica no começo do século XX. É do tipo cacimba, formado por um poço coberto por uma cúpula, com três óculos, muito semelhante à fonte situada à margem do Dique do Tororó. Está inserido em uma área que apresentava vegetação exuberante e de grande porte, uma localização escondida nos charcos do Vale, o que provavelmente influenciou na escassez de referências históricas.
De acordo com várias reportagens jornalísticas da década de 1930, a área do Dique era frequentada por pessoas de má-reputações e apresentava um baixo índice de segurança. Nos dias atuais, o local é ocupado por habitações irregulares.